# Nothochauliodes penai
Nothochauliodes penai là một loài côn trùng trong họ Corydalidae thuộc bộ Megaloptera. Loài này được Flint miêu tả năm 1983.